# Krameria
Krameria es el único género de plantas fanerógamas de la familia Krameriaceae.
Se encuentran únicamente en América, particularmente en zonas tropicales, y también en zonas áridas. Comprende 57 especies descritas y de estas, solo 16 aceptadas.

## Descripción
Las especies de la familia Krameriaceae son arbustos o hierbas perennes. Son plantas parcialmente parásitas. Las hojas tienen disposición alterna y contienen cristales de oxalato de calcio. Las flores son hermafroditas de forma irregular y de polinización entomófila. El fruto es un aquenio seco normalmente cubierto de espinas.
La distribución de esta familia es por las regiones templadas y subtropical.

## Taxonomía
El género fue descrito por Pehr Löfling y publicado en Iter Hispanicum 195–196, 176, 231. 1758. La especie tipo es: Dicrocaulon pearsonii N.E. Br.

## Especies aceptadas
A continuación se brinda un listado de las especies del género Krameria aceptadas hasta septiembre de 2014, ordenadas alfabéticamente. Para cada una se indica el nombre binomial seguido del autor, abreviado según las convenciones y usos.
- Krameria argentea Mart. ex Spreng.
- Krameria cistoidea Hook. & Arn.
- Krameria cytisoides Cav.
- Krameria dichrosepala Donn.Sm.
- Krameria erecta Willd. ex Schult. & Schult.f.
- Krameria grandiflora A.St.-Hil.
- Krameria grayi Rose & J.H.Painter
- Krameria ixine (L.) Loefl. in Loefl.
- Krameria lanceolata Torr.
- Krameria lappacea (Dombey) Burdet & B.B.Simpson
- Krameria navae Rzed.
- Krameria pauciflora Rose ex DC.
- Krameria ramosissima (A.Gray) S.Watson
- Krameria revoluta O.Berg
- Krameria secundiflora
- Krameria sonorae
- Krameria spartioides
- Krameria tomentosa
- Krameria triandra